# Talita Nogueira
Talita Nogueira (São Caetano do Sul, 13 de outubro de 1985) é uma lutadora brasileira artes marciais mistas (MMA), que compete na divisão Peso Pena do Bellator. Talita ficou notável por ter sido a campeã do Mundial de Jiu-Jitsu 2011.

## Carreira de artes marciais mistas

### Início de carreira
Antes de assinar com o Bellator, Talita lutou exclusivamente em sua terra natal, o Brasil. Até junho de 2018, ela tem um recorde de 7-1.

### Bellator MMA
Talita assinou com o Bellator em agosto de 2014.
Esperava-se que Talita fizesse sua estreia promocional no Bellator 133 contra Julia Budd, em 13 de fevereiro de 2015. No entanto, Talita saiu da luta devido a uma lesão no joelho e foi substituída por Gabrielle Holloway.
Talita estava programada para enfrentar Marloes Coenen no Bellator 163, mas a luta foi cancelada um dia antes do evento, quando Talita não conseguiu bater o peso.
Talita enfrentou Amanda Bell no Bellator 182, em 25 de agosto de 2017. Ela venceu a luta por finalização com um mata-leão no primeiro round.
Em sua primeira chance pelo título, Talita enfrentou Julia Budd, em 13 de julho de 2018, no Bellator 202. Ela perdeu a luta pelo título por nocaute técnico no terceiro round.
Talita enfrentou Jessy Miele no Bellator 231, em 25 de outubro de 2019. Ela perdeu uma luta apertada por decisão dividida.
Talita enfrentou Jessica Borga em 9 de abril de 2021, no Bellator 256. Ela venceu por decisão unânime, mesmo com uma dedução de pontos no segundo turno devido a um golpe ilegal na parte de trás da cabeça de Borga.

## Recorde de artes marciais mistas
| Cartel no MMA   |            |            |
| 10 lutas        | 8 vitórias | 2 derrotas |
| Por nocaute     | 2          | 1          |
| Por finalização | 5          | 0          |
| Por decisão     | 1          | 1          |

| Res. | Cartel | Oponente                | Método                          | Evento                               | Data       | Round | Tempo | Local                                   | Notas                                  |
| ---- | ------ | ----------------------- | ------------------------------- | ------------------------------------ | ---------- | ----- | ----- | --------------------------------------- | -------------------------------------- |
| Win  | 8–2    | Jessica Borga           | Decision (unanimous)            | Bellator 256                         | 09-04-2021 | 3     | 5:00  | Uncasville, Connecticut, Estados Unidos |                                        |
| Loss | 7–2    | Jessy Miele             | Decision (split)                | Bellator 231                         | 25-10-2019 | 3     | 5:00  | Uncasville, Connecticut, Estados Unidos |                                        |
| Loss | 7–1    | Julia Budd              | TKO (punches)                   | Bellator 202                         | 13-07-2018 | 3     | 4:07  | Thackerville, Oklahoma, Estados Unidos  | For the Lista de campeões do Bellator. |
| Win  | 7–0    | Amanda Bell             | Submission (rear-naked choke)   | Bellator 182                         | 25-08-2017 | 1     | 3:44  | Verona, Nova Iorque, Estados Unidos     |                                        |
| Win  | 6–0    | Michelle Oliveira       | Submission (arm-triangle choke) | Taboao Fight Championship            | 07-12-2013 | 1     | 3:56  | São Paulo, Brasil                       |                                        |
| Win  | 5–0    | Rosemary Amorim         | Submission (armbar)             | Talent MMA Circuit 3: Guarulhos 2013 | 28-09-2013 | 2     | 3:34  | São Paulo, Brasil                       |                                        |
| Win  | 4–0    | Mahalia Rocha de Morais | Submission (armbar)             | Green Fighters Combat                | 20-11-2010 | 2     | 2:24  | São Paulo, Brasil                       |                                        |
| Win  | 3–0    | Gringa Gringa           | TKO (punches)                   | Expo Fighting Championship           | 21-08-2010 | 1     | 3:45  | São Paulo, Brasil                       |                                        |
| Win  | 2–0    | Gringa Gringa           | Submission (armbar)             | Reborn Fight 2                       | 23-07-2010 | 2     | N/A   | São Paulo, Brasil                       |                                        |
| Win  | 1–0    | Alessandra Thiola       | TKO (punches)                   | Force Fighting Championship 3        | 03-11-2009 | 2     | 2:50  | São Paulo, Brasil                       |                                        |